# 盈科天馬動力
盈科天馬動力為電訊盈科的全資附屬公司，原為電訊盈科與香港商業電台的合營企業項目。
該項目於2000年11月正式成立，時值全球科網熱，當時李澤楷與商台總經理俞琤於99年共同宣布成立，發展網上內容及相關市務推廣計劃，製造以中文為主的多媒體內容﹐除彌補Now中文節目不足之處外﹐更希望進軍全球華人市場，並透露5年內投資高達116億元。其後，科網股爆破，天馬亦轉型及裁減人手，業務性質亦變為主要為兩名股東服務。據電盈通告透露，天馬01及02年分別虧損3800萬及1500萬元，截至02年底未經審核資產淨值為2.21億元。
電盈2003年2月宣布，旗下盈科天馬動力以8000萬元向商業電台購回40%權益，令天馬成為電盈全資附屬公司，結束雙方近3年的合作關係。消息人士指，合營項目初期投資逾2億多元，分3年投入，即截至2003年底，但基於電盈及商台均不願為企業再投入資金，故最終協議由電盈回購。